# Nikolaj Støvring Hansen
Nikolaj Støvring Hansen er en dansk børneskuespiller som blandt andet har være med i , Karlas kabale (2007) og Karla og Katrine (2009), Karla og Jonas (2010) og Min bedste fjende (2010)